# Jack Ross
Jack Ross (Falkirk, 5 giugno 1976) è un allenatore di calcio ed ex calciatore scozzese, di ruolo difensore, responsabile del settore giovanile del Newcastle Utd.

## Palmarès

### Giocatore

#### Competizioni nazionali
- Scottish League One: 1

Clyde: 1999-2000

### Allenatore

#### Competizioni nazionali
- Scottish Championship: 1

St. Mirren: 2017-2018